# Eugen Rovența
Eugen Rovența (n. 4 aprilie 1946, Arad) este un profesor universitar român și canadian, specialist în inteligență artificială.

## Activitatea didactică
A predat matematici aplicate și informatică la Politehnica din Timișoara și la Arad, la subingineri.
A plecat în Algeria, unde a predat timp de 3 ani ca profesor invitat la Universitatea din Oran.
A plecat în Canada în 1985. După un an petrecut la Montreal, a predat la Universitatea din Quebec la Hull, după care a fost acceptat și titularizat la Universitatea York din Toronto, unde a predat și în franceză și în engleză și a făcut cercetare timp de 22 de ani, până în 2008.
În februarie 2008 a fost ales rector al Universității Aurel Vlaicu din Arad, România. 
Primele 3 propuneri pe care profesorul Rovența le-a făcut Senatului universității după alegerea sa au fost: 1.) Dublarea salariilor tuturor cadrelor universitare; 2.) Scăderea numărului de ore de predare a acestora, în condițiile în care media de predare a disciplinei de către un profesor, la Vlaicu, este de 5-6 ore săptămânal și 3.) Scăderea numărului de studenți. Dacă ar fi fost aprobate, aceste propuneri ar fi dus la falimentarea instituției de învățământ în 6 luni de la aplicare. Prin urmare, la 31 iulie 2008, Ministerul Educației, Cercetării și Tineretului a confirmat Hotărârea adoptată cu unanimitate de voturi a Senatului Universității Aurel Vlaicu de revocare din funcția de rector a profesorului Eugen Rovența. 
În 2014, Eugene Roventa a câștigat un dosar în instanță în care faptele demiterii sale au fost contestate și reputația sa a fost nepătată.

## Activitatea politică
În calitatea sa de șef unei filiale PDL din Canada, înființate la 4 noiembrie 2010, Eugen Rovența a candidat la alegerile legislative din România, din 2012 din partea formațiunii Alianța România Dreaptă pentru un mandat de senator pe Colegiul 2 Diaspora care cuprinde America de Nord, America de Sud, Australia, Noua Zeelandă, Africa și Orientul Mijlociu.
Pe data de 28 octombrie 2012, Consiliul Român American a adresat președinților de partide componente ale Alianței România Dreaptă (ARD) o scrisoare prin care a protestat public față de modul “netransparent” în care domnul Eugen Rovența a fost nominalizat pentru Senat colegiul 2 diaspora și au cerut schimbarea domnului Rovența cu un alt candidat “care să corespundă intereselor noastre comunitare, candidat care să fie acceptat de comunitățile noastre”.
În urma votului, la Colegiul 2 pentru Senat, pe primul loc a ieșit Adrian Anghel de la USL (2.498 voturi), urmat de Eugen Ionel Rovența de la ARD (2.361 voturi) și Dorel Sîngeorzan de la PER (35 de voturi).

## Scrieri
- Eugene Roventa, Tiberiu Spircu: Management of Knowledge Imperfection in Building Intelligent Systems, ISBN 978-3-540-77462-4 (Print),  978-3-540-77463-1 (Online)